# Dajr Mukarran
Dajr Mukarran (arab. دير مقرن) – miejscowość w Syrii, w muhafazie Damaszek. W 2004 roku liczyła 4803 mieszkańców.